# Ellis Kohs
Ellis B. Kohs (12. maj 1916 i Chicago, USA – 17. maj 2000 i Los Angeles, USA) var en amerikansk komponist og professor.
Kohs Studerede på Harvard University under Walter Piston. Senere i New York´s 
Julliard School of Music under Bernard Wagenaar. 
Han har komponeret 2 symfonier, orkesterværker, Koncerter, vokal musik 
og kammermusik.

## Udvalgte værker
- Symfoni nr. 1 (1950) - for orkester
- Symfoni nr. 2 (1957) - for kor og orkester
- Koncert (1942) - for orkester
- Cellokoncert (1947) - for cello og orkester
- violinkoncert (1980) - for violin og orkester
- "Lohiau og Hiiaka" (19?) – opera
- "Amerika" (1969) - opera